# 西田橋 (福島県)
西田橋（にしだばし）は、福島県郡山市にある道路橋である。

## 概要
上り線
- 全長：261.0m
  - 最大支間長：103.0m
- 幅員：10.0m
- 形式：鋼上路式アーチ橋
- 竣工：1993年

下り線
- 全長：261.0m
- 幅員：8.7m
- 形式：PC4径間連続波型鋼板ウェブ箱桁橋[1]
- 竣工：2008年[2]

磐越自動車道三春パーキングエリア～郡山東インターチェンジ間に位置し、一級水系阿武隈川水系桜川と、その左岸に並行するJR磐越東線、右岸に並行する国道288号本線を渡る。路線開通当初は現在の上り線を用いた上下対面通行の暫定2車線で供用されていたが、いわきジャンクション～郡山ジャンクション間の4車線化工事に伴い、下流側に新たな橋梁が架設され、現在は片側2車線にて供用されている。
計画当初は上下線ともにアーチ橋をかけることとなっており、それを見越して下部工のアーチ橋台（アーチアバット）部分は上下4車線分の一体構造であったが、1995年1月17日に発生した阪神・淡路大震災の影響で1996年度道路橋指示方書により耐震設計基準の見直しが行われ、下り線の橋梁をかけるには既設のアーチアバットの基礎の強度が基準を満たさなくなってしまった。アーチアバットを取り壊して再度基礎を新設するとコストと時間が大幅にかかってしまうことから、既設アーチアバットを有効活用するために上部工型式の変更が再検討され、波型鋼板ウェブ箱桁橋へ変更された。また、アーチアバットへの負荷を低減するために、2枚壁式橋脚を採用するなど、構造に工夫を凝らし、既存アーチアバットの利用が可能となった。
また、JR磐越東線と交差することから線路上空での施工に関しては安全管理監督業務をJR東日本へ協議の上委託する予定だったが、2005年6月9日に金山町のJR只見線において、撤去作業中の道路橋の橋桁が列車上に落下する事故が、同年12月25日に山形県庄内町にてJR羽越本線脱線事故がそれぞれ発生したことを受け、安全管理に慎重な対応が求められており、協議に時間を要することが想定された。そのため完全板張防護構造であるPC波型鋼板ウェブ箱桁橋の工事の特殊性を説明し、安全管理手法の提案などを行い協議した結果、東日本高速道路の自主施工を行う了解がJR東日本から得られ、委託協定締結に要する諸手続きが不要となった。
更に場所打ちコンクリートではなくプレキャスト材を採用するなど工期短縮のための施工上の取り組みを行った結果、当初計画より約13ヶ月前倒しして船引三春インターチェンジから郡山東インターチェンジ間の4車線化供用が行われた。

## 周辺
- ダイユーエイト三春街道店